# Список европейских путешественников по Кавказу XIII—XVI веков

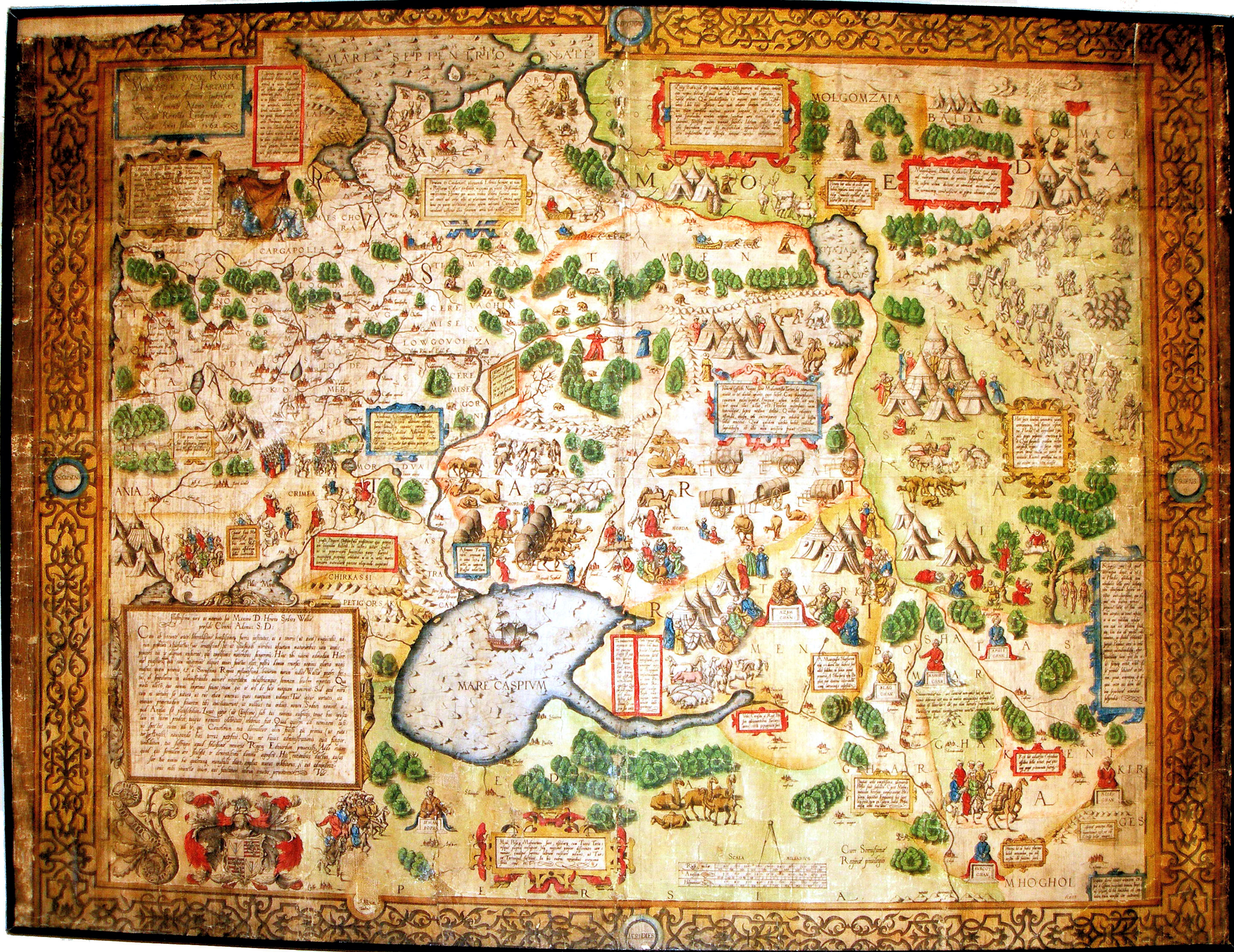
Одна из первых европейских карт, на которой частично отображается Кавказ (сост. Э. Дженкинсон, Лондон, 1562).

Список европейских путешественников по Кавказу XIII—XVI вв. — список авантюристов, военных-наёмников, купцов, монахов-миссионеров и послов из стран Европы, путешествовавших по Кавказу с XIII по XVI века. В этот период европейцы совершали целенаправленные поездки на Кавказ крайне редко, в основном, проезжая его транзитом на Восток. Список включает только путешественников, оставивших о Кавказе письменные свидетельства; географические термины «Кавказ» и «Европа» использованы в культурно-исторических границах .
Статейные списки, дневники и прочие сведения путешественников по Кавказу XIII—XVI веков на сегодня являются ценными позднесредневековыми источниками для кавказоведения, однако, требуют критического обращения с представленной в них информацией. Ссылки на эти работы постоянно встречаются в исследованиях кавказоведов, но некоторые учёные не всегда отдают себе отчёт как и зачем попали авторы этих сообщений на Кавказ, какие здесь у них были цели. К источнику часто подходят с формально-источниковедческой стороны, не учитывая его функционального значения.

## Критерии списка

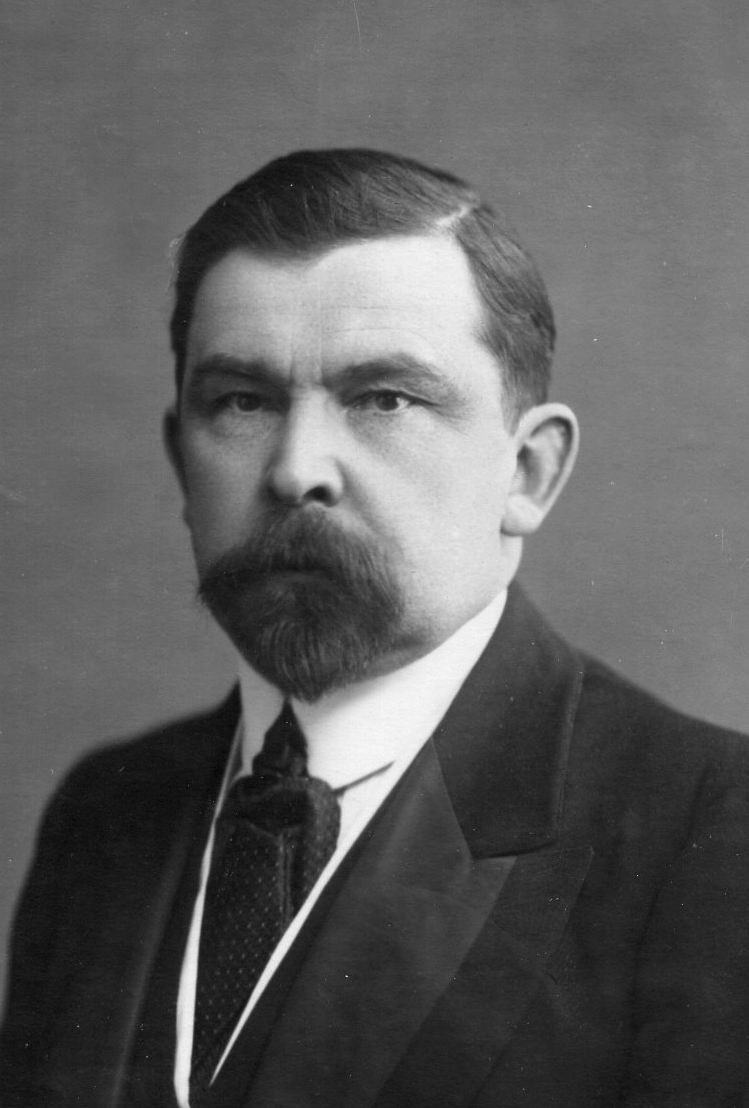
Один из первых составителей справочника о европейских путешественниках по Кавказу М. А. Полиевктов (фото 1913 г., ЦГАКФФД СПб).

### Понимание географических терминов
В большинстве случаев, когда встречается понятие «Кавказ», речь идёт о неком историко-географическом термине, границы которого значительно варьируются в представлении различных исследователей. Существующие трактовки того, что есть «Кавказ», основаны на нескольких представлениях об этом регионе — историко-этнографическом, физико-географическом, политико-географическом, культурно- или историко-географическом. Часто обозначая Кавказ как географический регион, его границы проводятся не только по природно-географическим критериям, но и смешиваются с политическими или этническими, что является ошибочным. Кавказ, как и большинство других регионов мира, может пониматься не только в каком-то одном плане, и при решении разных исследовательских задач эффективнее использовать различные понимания региона, однако, важное условие — не смешивать принципиально разные критерии трактовки территории.
В данном списке под «Кавказом» понимаются территории, предложенные российско-советским историком и кавказоведом М. А. Полиевктовым, одним из первых исследователей, составившим список европейских путешественников по Кавказу. Для определения границ региона им был предложен «культурно-исторический» критерий, который, по его мнению, несколько расширяет кавказские географические пределы. Согласно этому критерию, южная граница Кавказа условно проходит от юго-восточного угла Чёрного моря (Трапезунд) до юго-западного угла Каспийского моря (Решт); северная граница — от устья Дона до устья Волги, захватывая территории по нижнему течению этих рек (ломаная линия Азов—Волгоград—Астрахань).
Такое же культурно-историческое понимание М. А. Полиевктов предложил и для обозначения региона, откуда прибывали путешественники на Кавказ — Европы. В данном списке под этим термином принят культурно-исторический регион, сложившийся после распада Западно-Римской империи — для Западной Европы и вовлекаемые в общиеевропейские процессы страны Восточной Европы, в основном, в лице Русского государства.

### Объединение путешественников по группам
Европейские путешественники по Кавказу не являлись между собой совершенно разрозненными — многих из них можно объединить географически и тематически. Европейцы в данном списке разделены на восточных и западных — представителей Русских земель и, отдельно, представителей стран Западной и Центральной Европы. Внутри этих разделов имеется группирование персоналий, приближенное к группам, объединённым перекрёстными ссылками в справочнике по путешественникам на Кавказ М. А. Полиевктова. Исследователь выделяет несколько таких групп, путешественники из которых, главным образом, делятся по социально-политическим заданиям, с которыми они отправлялись на Восток. Внутри групп путешественники указаны по алфавиту.

### Временной период
Временной период, охватываемый данным списком, начинается с XIII века — эпохи, когда в Европе идёт активное развитие торговли и накапливается торговый капитал. Эти процессы послужили важным фактором экономических устремлений европейцев на Восток, в том числе и на Кавказ, так как с Востока в Европу издавна шли одни из самых ценных товаров. Кроме того, с XIII века европейцы предпринимают попытки осуществить на Востоке и некоторые свои политические интересы. Заканчивается список XV—XVI веками — периодом, выделенным у М. А. Полиевктова по ряду причин: 1. Активизации волжско-каспийского торгового пути, когда большую значимость получили для европейцев рынки Прикаспийского Кавказа; 2. C ростом торговли с Прикаспийским Кавказом возрастает значение торговых путей через Закавказье, в связи с чем возрастает и политическое значение самого Кавказа; 3. С севера к границам Кавказа подходит Русское царство, заканчивается эпоха, предваряющая экспансию Российской империи на Кавказ.
М. А. Полиевктов не выделяет путешественников XIII—XVI веков в самостоятельную группу, но всё же упоминает о них отдельно, в основном, как попадающих на Кавказ случайно и сообщающих о нём в своих дневниках мимоходом. Справочник по европейским путешественникам на Кавказ М. А. Полиевктова составлен до XVIII века, также имеется ещё один — 1800—1830 годов, и не опубликованный — с 1830 года до средины XX века. Данный список для удобства ограничен XVI веком (см. Список европейских путешественников XVII—XVIII вв. по Кавказу).

## Хронология
| Пребывание на Кавказе | Путешественники           | Тематическое объединение сведений путешественников                                                                                              | Тематическое объединение сведений путешественников                                                                                              | Тематическое объединение сведений путешественников                                                                                              | Тематическое объединение сведений путешественников                                                                                              |
| --------------------- | ------------------------- | --- | --- | --- | --- |
| 1235—1236             | Юлиан                     | | | Поездки к адыгам (Зихия/Черкесия, XIII и XV—XVI вв.)                                                                                            | Поездки к адыгам (Зихия/Черкесия, XIII и XV—XVI вв.)                                                                                            |
| ок. 1246              | Карпини                   | | | Миссионерство (XIII, XVI вв.) | Миссионерство (XIII, XVI вв.) |
| ок. 1255              | Рубрук                    | | | | |
| ок. 1280              | Рикольдо                  | | | | |
| ок. 1295              | Поло М.                   | | Поездки к тюркским и монгольским правителям (XIII и XV—XVI вв.)                                                                                 | Поездки к тюркским и монгольским правителям (XIII и XV—XVI вв.)                                                                                 | Поездки к тюркским и монгольским правителям (XIII и XV—XVI вв.)                                                                                 |
| 1330-е                | Пеголотти Ф. Б.           | Политико-экономические разведки представителей западноевропейского торгового капитала, заинтересованного в товарах стран Востока (XIII—XVI вв.) | Политико-экономические разведки представителей западноевропейского торгового капитала, заинтересованного в товарах стран Востока (XIII—XVI вв.) | Политико-экономические разведки представителей западноевропейского торгового капитала, заинтересованного в товарах стран Востока (XIII—XVI вв.) | Политико-экономические разведки представителей западноевропейского торгового капитала, заинтересованного в товарах стран Востока (XIII—XVI вв.) |
| ок. 1374              | Луккино А.                | Политико-экономические разведки представителей западноевропейского торгового капитала, заинтересованного в товарах стран Востока (XIII—XVI вв.) | Политико-экономические разведки представителей западноевропейского торгового капитала, заинтересованного в товарах стран Востока (XIII—XVI вв.) | Политико-экономические разведки представителей западноевропейского торгового капитала, заинтересованного в товарах стран Востока (XIII—XVI вв.) | Политико-экономические разведки представителей западноевропейского торгового капитала, заинтересованного в товарах стран Востока (XIII—XVI вв.) |
| ок. 1377              | Галонифонтибус (1-е пут.) | | | | |
| ок. 1398—1403         | Галонифонтибус (2-е пут.) | | | | |
| 1405                  | Клавихо                   | | | | |
| 1-я четв. XV          | Шильтбергер И.            | | | | |
| 1436—1452             | Барбаро И. (1-е пут.)     | | | | |
| после 1450            | Интериано Д.              | | | | |
| 1466—1467             | Никитин А.                | Политико-экономические разведки представителей Русских земель (XV—XVI вв.)                                                                      | Политико-экономические разведки представителей Русских земель (XV—XVI вв.)                                                                      | Политико-экономические разведки представителей Русских земель (XV—XVI вв.)                                                                      | Политико-экономические разведки представителей Русских земель (XV—XVI вв.)                                                                      |
| 1471                  | Зено К.                   | | | Поездки в Персию, для согласование военных действий с ней против Турции (XV—XVI вв.)                                                            | Поездки в Персию, для согласование военных действий с ней против Турции (XV—XVI вв.)                                                            |
| 1474—1476             | Контарини А.              | | | | |
| 1475                  | Барбаро И. (2-е пут.)     | | | | |
| XV—XVI вв.            | Анджолелло Д.             | | | | |
| 1558                  | Дженкинсон Э. (1-е пут.)  | | Повышение значения Волжско-Каспийского торгового пути (XVI в.)                                                                                  | Повышение значения Волжско-Каспийского торгового пути (XVI в.)                                                                                  | Повышение значения Волжско-Каспийского торгового пути (XVI в.)                                                                                  |
| 1558                  | Джонсон Р. (1-е пут.)     | | | | |
| 1562—1563             | Дженкинсон Э. (2-е пут.)  | | | | |
| 1565—1567             | Эдвардс А. (1-е пут.)     | | | | |
| 1565—1567             | Джонсон Р. (2-е пут.)     | | | | |
| 1568                  | Чэпмен Л.                 | | | | |
| 1568                  | Эдвардс А. (2-е пут.)     | | | | |
| 1578, 1580            | Броневский М.             | | | | |
| 1579—1580             | Борро К.                  | | | | |
| 1579—1580             | Эдвардс А. (3-е пут.)     | | | | |
| 1587—1588             | Биркин Р. П.              | | Посольства Русского государства в Кахетинское царство (XVI в.)                                                                                  | Посольства Русского государства в Кахетинское царство (XVI в.)                                                                                  | Посольства Русского государства в Кахетинское царство (XVI в.)                                                                                  |
| 1589—1590             | Звенигородский С. Г.      | | | | |
| 1589—1590             | Суровцев З.               | | | | |
| 1596—1598             | Совин К. П.               | | | | |
| 1599—1600             | Пэрри В.                  | | | | |
| 1599—1600             | Шерли Э.                  | | | | |

## Подданные Русских земель

### Дипломатия
| Путешественник, даты жизни        | Происхождение, род занятий                                  | Происхождение, род занятий | Время и место пребывания на Кавказе                                                  | Деятельность на Кавказе | Рукописи, публикации |
| --------------------------------- | ----------------------------------------------------------- | -------------------------- | ------------------------------------------------------------------------------------ | --- | --- |
| Биркин Р. П. (XVI в.)             |                                                             | Русское царство            | 1587—1588 — Терек (Сунженский острог), Дарьял, кабардинские и сонские земли, Кахетия | транзит с русским посольством в/из Кахетии: 1. дипломатия (присяга Александра II); 2. собственные наблюдения                                             | «статейный список» (в «Делах грузинских» от 1586—1591, публ. 1888)                                                                                    |
| Биркин Р. П. (XVI в.)             | рязанский дворянин, голова, посол Фёдора I                  |                            | 1587—1588 — Терек (Сунженский острог), Дарьял, кабардинские и сонские земли, Кахетия | транзит с русским посольством в/из Кахетии: 1. дипломатия (присяга Александра II); 2. собственные наблюдения                                             | «статейный список» (в «Делах грузинских» от 1586—1591, публ. 1888)                                                                                    |
| Звенигородский С. Г. (…—ок. 1610) |                                                             | Русское царство            | 1589—1590 — Терек, Дарьял, Кахетия                                                   | транзит с русским посольством в/из Кахетии: 1. дипломатия (переговоры с Александром II); 2. собственные наблюдения: политический и географический анализ | 1. «статейный список» (в «Делах Грузинских» от 1589—1591, публ. 1888); 2. дополнительная «отписка» с Сунжи (в «Делах Грузинских» от 1590, публ. 1888) |
| Звенигородский С. Г. (…—ок. 1610) | князь, моск. аристократ, воевода, наместник, посол Фёдора I |                            | 1589—1590 — Терек, Дарьял, Кахетия                                                   | транзит с русским посольством в/из Кахетии: 1. дипломатия (переговоры с Александром II); 2. собственные наблюдения: политический и географический анализ | 1. «статейный список» (в «Делах Грузинских» от 1589—1591, публ. 1888); 2. дополнительная «отписка» с Сунжи (в «Делах Грузинских» от 1590, публ. 1888) |
| Совин К. П. (2-я пол. XVI в.)     |                                                             | Русское царство            | 1596—1598 — Астрахань, Терек, Дарьял, Ларс, Кахетия                                  | транзит с русским посольством в/из Кахетии: 1. дипломатия (переговоры с Александром II); 2. собственные наблюдения                                       | 1. «статейный список» (в «Делах Грузинских» от 1599, публ. 1888); 2. дополнительная «отписка» (в «Делах Грузинских» от 1597—1598, публ. 1888)         |
| Совин К. П. (2-я пол. XVI в.)     | дворянин, посол Фёдора I                                    |                            | 1596—1598 — Астрахань, Терек, Дарьял, Ларс, Кахетия                                  | транзит с русским посольством в/из Кахетии: 1. дипломатия (переговоры с Александром II); 2. собственные наблюдения                                       | 1. «статейный список» (в «Делах Грузинских» от 1599, публ. 1888); 2. дополнительная «отписка» (в «Делах Грузинских» от 1597—1598, публ. 1888)         |

### Миссионерство
| Путешественник, даты жизни | Происхождение, род занятий              | Происхождение, род занятий | Время и место пребывания на Кавказе | Деятельность на Кавказе | Рукописи, публикации                                                  |
| -------------------------- | --------------------------------------- | -------------------------- | ----------------------------------- | --- | --------------------------------------------------------------------- |
| Суровцев З. (XVI—XVII вв.) |                                         | Русское царство            | 1589—1590 — Терек, Дарьял, Кахетия  | транзит с русским посольством в/из Кахетии: 1. духовная миссия (демонстрация религиозного авторитета Москвы); 2. собственные наблюдения | отрывок описания Кахетии (в «Делах кабардинских» от 1588, публ. 1888) |
| Суровцев З. (XVI—XVII вв.) | православный монах , казначей монастыря |                            | 1589—1590 — Терек, Дарьял, Кахетия  | транзит с русским посольством в/из Кахетии: 1. духовная миссия (демонстрация религиозного авторитета Москвы); 2. собственные наблюдения | отрывок описания Кахетии (в «Делах кабардинских» от 1588, публ. 1888) |

### Торговля
| Путешественник, даты жизни | Происхождение, род занятий | Происхождение, род занятий | Время и место пребывания на Кавказе                  | Деятельность на Кавказе                                       | Рукописи, публикации         |
| -------------------------- | -------------------------- | -------------------------- | ---------------------------------------------------- | ------------------------------------------------------------- | ---------------------------- |
| Никитин А. (…—1472)        |                            | Великое княжество Тверское | 1466—1467 — Астрахань, Кайтаг, Дербент, Шемаха, Баку | собственные наблюдения: вёл дневник (в форме т. н. «хожения») | «Хожения за три моря» (1475) |
| Никитин А. (…—1472)        | купец                      |                            | 1466—1467 — Астрахань, Кайтаг, Дербент, Шемаха, Баку | собственные наблюдения: вёл дневник (в форме т. н. «хожения») | «Хожения за три моря» (1475) |

## Подданные стран Западной и Центральной Европы

### Научные изыскания
Научные изыскания в области географии, истории и этнографии Кавказа часто находили отражение в трудах исследователей Позднего Средневековья и Ренессанса, иногда достаточно полно, иногда вскользь. Однако, некоторые из этих авторов не включены в данный список, так как самостоятельно не путешествовали по Кавказу, а лишь собирали сведения о нём из вторых рук. Например, среди них польский географ и историк Матфей Меховский, упоминающий о Кавказе в своём «Трактате о двух Сарматиях». Другие исследователи — П. Джовио (Иовий), А. Гваньини и А. Кампензе — известны своими описаниями Московии, но упоминания о Кавказе в их работах минимально (иногда, в виде сведений о «ногайских татарах»), поэтому они также не попали в данный список.
| Путешественник, даты жизни                                    | Происхождение, род занятий | Происхождение, род занятий | Время и место пребывания на Кавказе          | Деятельность на Кавказе                                                                                                  | Рукописи, публикации                                                                                       |
| ------------------------------------------------------------- | -------------------------- | -------------------------- | -------------------------------------------- | --- | --- |
| Интериано Д. Interiano Giorgio (2-я пол. XV в. — нач. XVI в.) |                            | Генуэзская республика      | после 1450 — Зихия (Черкесия)                | собственные наблюдения: описание жизни, нравов и обычаев адыге, сведения об их социальном строе и религиозных воззрениях | «Быт и страна зихов, именуемых черкесами. Достопримечательное повествование» (1502)                        |
| Интериано Д. Interiano Giorgio (2-я пол. XV в. — нач. XVI в.) | учёный-самоучка            |                            | после 1450 — Зихия (Черкесия)                | собственные наблюдения: описание жизни, нравов и обычаев адыге, сведения об их социальном строе и религиозных воззрениях | «Быт и страна зихов, именуемых черкесами. Достопримечательное повествование» (1502)                        |
| Юлиан Julianus barat (XIII в.)                                |                            | Королевство Венгрия        | 1235—1236 — Тамань (Матрика), Зихия и Алания | собственные наблюдения: сведения о зихах и аланах                                                                        | «О существовании великой Венгрии, обнаруженном братом Рихардом, во время Господина Папы Григория Девятого» |
| Юлиан Julianus barat (XIII в.)                                | доминиканец                |                            | 1235—1236 — Тамань (Матрика), Зихия и Алания | собственные наблюдения: сведения о зихах и аланах                                                                        | «О существовании великой Венгрии, обнаруженном братом Рихардом, во время Господина Папы Григория Девятого» |

### Дипломатия
Почти все дипмиссии в этот период следовали через Кавказ транзитом: в Персию — три венецианских посольства (Барбаро И., Зено К. и Контарини А. к Узун Хасану) и одно английское посольство (В. Пэрри и Э. Шерли к Аббасу I); в монгольскую ставку у Каракорума — посольства возглавляемые францисканцами (Рубрук — к Мунке, Карпини — к Гуюку); в Самарканд — кастильское посольство (Клавихо к Тамерлану). Через Кавказ транзитом не проезжал посол Речи Посполитой М. Броневский, так как его целью было Крымское ханство (дипмиссия к Мехмед II Гераю), но предположительно он посетил Тамань, включаемую в данном списке в Кавказ.
Подобные поездки к азиатским властителям в XIII—XVI веках совершали и некоторые другие послы-путешественники, например, Асцелин и Лонжюмо, но они не оставили сведений о Кавказе и поэтому не включены в данный список. Дипломат Священной Римской империи Герберштейн, напротив, оставил сообщения о Кавказе в «Записках о московитских делах», однако, самостоятельно не путешествовал по Кавказу и также не включён в данный список.
| Путешественник, даты жизни                                        | Происхождение, род занятий                     | Происхождение, род занятий  | Время и место пребывания на Кавказе | Деятельность на Кавказе | Рукописи, публикации                                                                                           |
| ----------------------------------------------------------------- | ---------------------------------------------- | --------------------------- | --- | --- | --- |
| Барбаро И. (2-е пут.) Barbaro Iosafa (нач. XV в.—1493)            |                                                | Венецианская республика     | 1475 — Тебриз, Шемаха и Дербент | транзит с венецианским посольством из Персии: отчасти собственные наблюдения, но более сбор сведений из вторых рук                                                | «Поездки совершённые венецианцем в Тану и Персию» (1543)                                                       |
| Барбаро И. (2-е пут.) Barbaro Iosafa (нач. XV в.—1493)            | дворянин, купец, проведитор, посол             |                             | 1475 — Тебриз, Шемаха и Дербент | транзит с венецианским посольством из Персии: отчасти собственные наблюдения, но более сбор сведений из вторых рук                                                | «Поездки совершённые венецианцем в Тану и Персию» (1543)                                                       |
| Броневский М. Broniowski Marcin (XVI — нач. XVII вв.)             |                                                | Речь Посполитая             | 1578, 1580 — Тамань? | сбор сведений из вторых рук: история и этнография адыгов, в частности пятигорских черкасов (кабардинцев); картограф                                               | «Описание Татарии» (1595, ориг. — латынь)                                                                      |
| Броневский М. Broniowski Marcin (XVI — нач. XVII вв.)             | государственный деятель, посол Стефана Батория |                             | 1578, 1580 — Тамань? | сбор сведений из вторых рук: история и этнография адыгов, в частности пятигорских черкасов (кабардинцев); картограф                                               | «Описание Татарии» (1595, ориг. — латынь)                                                                      |
| Зено К. Zeno Caterino (1440-е — 1490-е)                           |                                                | Венецианская республика     | 1471 — Тебриз | … ? | рукопись утрачена в XVI в., воспроизведена Н. Зено — «Комментарии Катерино Зено о путешествии в Персию» (1558) |
| Зено К. Zeno Caterino (1440-е — 1490-е)                           | аристократ, посол республики                   |                             | 1471 — Тебриз | … ? | рукопись утрачена в XVI в., воспроизведена Н. Зено — «Комментарии Катерино Зено о путешествии в Персию» (1558) |
| Карпини Carpine Giovanni da Pian del (ок. 1182—1252)              |                                                | Герцогство Сполето          | ок. 1246 — низовья Дона, низовья Волги (Сарай) | дипломатия (переговоры с Батыем) | «История Монгалов, именуемых нами Татарами» (1240-е)                                                           |
| Карпини Carpine Giovanni da Pian del (ок. 1182—1252)              | францисканец , посол папы Иннокентия IV        |                             | ок. 1246 — низовья Дона, низовья Волги (Сарай) | дипломатия (переговоры с Батыем) | «История Монгалов, именуемых нами Татарами» (1240-е)                                                           |
| Клавихо Ruy Gonzalez de Clavijo (…—1412)                          |                                                | Королевство Кастилия и Леон | 1405 — Ани, Карс, часть Грузии и Тортум | транзит с кастильским посольством из Самарканда: собственные наблюдения, сбор сведений из вторых рук                                                              | «Жизнь и деяния великого Тамерлана, с описанием земель его империи» (1582)                                     |
| Клавихо Ruy Gonzalez de Clavijo (…—1412)                          | дворянин, посол Энрике III                     |                             | 1405 — Ани, Карс, часть Грузии и Тортум | транзит с кастильским посольством из Самарканда: собственные наблюдения, сбор сведений из вторых рук                                                              | «Жизнь и деяния великого Тамерлана, с описанием земель его империи» (1582)                                     |
| Контарини А. Contarini Ambrosio (XV в.)                           |                                                | Венецианская республика     | 1474—1476 — Черноморское побережье Кавказа, Грузия, Армения, Ширван, Дагестан                                                                                       | транзит с венецианским посольством в/из Персии: отчасти сбор сведений из вторых рук, более собственные наблюдения                                                 | «Путешествие мессира Амброзио Контарини, посла Венеции к Узун-Гасану, в Персию» (1487)                         |
| Контарини А. Contarini Ambrosio (XV в.)                           | аристократ, посол республики                   |                             | 1474—1476 — Черноморское побережье Кавказа, Грузия, Армения, Ширван, Дагестан                                                                                       | транзит с венецианским посольством в/из Персии: отчасти сбор сведений из вторых рук, более собственные наблюдения                                                 | «Путешествие мессира Амброзио Контарини, посла Венеции к Узун-Гасану, в Персию» (1487)                         |
| Пэрри В. Parry William (XVI—нач. XVII вв.)                        |                                                | Королевство Англия          | 1599—1600 — Прикаспийский Кавказ | собственные наблюдения | «Новый и обширный рассказ о путешествиях сэра Энтони Шерли» (1601)                                             |
| Пэрри В. Parry William (XVI—нач. XVII вв.)                        | —                                              |                             | 1599—1600 — Прикаспийский Кавказ | собственные наблюдения | «Новый и обширный рассказ о путешествиях сэра Энтони Шерли» (1601)                                             |
| Рубрук Willielm de Rubruk (ок. 1215 или 1220 — ок. 1270 или 1293) |                                                | Графство Фландрия           | 1253 — Тамань (Матрика), Дон, низовья Волги ок. 1255 — низовья Волги (Сарай), Алания, Дагестан (Дербент), Ширван (Шемаха), Муганская степь и Нахджаван (Нахичевань) | транзит с французским посольством в/из Каракорума: собственные наблюдения и сбор сведений из вторых рук об аланах, армянах, горских евреях, монголах в Закавказье | «Путешествие в восточные страны Вильгельма де Рубрук в лето Благости 1253» (XIII в., ориг. — латынь)           |
| Рубрук Willielm de Rubruk (ок. 1215 или 1220 — ок. 1270 или 1293) | францисканец , посол Людовика IX               |                             | 1253 — Тамань (Матрика), Дон, низовья Волги ок. 1255 — низовья Волги (Сарай), Алания, Дагестан (Дербент), Ширван (Шемаха), Муганская степь и Нахджаван (Нахичевань) | транзит с французским посольством в/из Каракорума: собственные наблюдения и сбор сведений из вторых рук об аланах, армянах, горских евреях, монголах в Закавказье | «Путешествие в восточные страны Вильгельма де Рубрук в лето Благости 1253» (XIII в., ориг. — латынь)           |
| Шерли Э. Shirley или Sherley Antony (1564—ок. 1635)               |                                                | Королевство Англия          | 1599—1600 — Прикаспийский Кавказ | транзит с персидским посольством в Европу: собственные наблюдения                                                                                                 | «Сэр Энтони Шерли. Его отношение к путешествиям в Персию» (1613)                                               |
| Шерли Э. Shirley или Sherley Antony (1564—ок. 1635)               | дворянин, военный                              |                             | 1599—1600 — Прикаспийский Кавказ | транзит с персидским посольством в Европу: собственные наблюдения                                                                                                 | «Сэр Энтони Шерли. Его отношение к путешествиям в Персию» (1613)                                               |

### Миссионерство
| Путешественник, даты жизни                                          | Происхождение, род занятий                              | Происхождение, род занятий | Время и место пребывания на Кавказе              | Деятельность на Кавказе | Рукописи, публикации               |
| ------------------------------------------------------------------- | ------------------------------------------------------- | -------------------------- | ------------------------------------------------ | --- | ---------------------------------- |
| Рикольдо Ricoldo da Montecroce, Ricoldo Pennini (1243—1320)         |                                                         | Флорентийская республика   | ок. 1280 — Тебриз                                | миссионерство | «Книга странствий» (ок. 1288—1291) |
| Рикольдо Ricoldo da Montecroce, Ricoldo Pennini (1243—1320)         | доминиканец                                             |                            | ок. 1280 — Тебриз                                | миссионерство | «Книга странствий» (ок. 1288—1291) |
| Галонифонтибус (Иоанн III?) Johannes de Galonifontibus (XIV—XV вв.) |                                                         | Герцогство Нормандия?      | ок. 1377, ок. 1398—1403 — Нахджаван (Нахичевань) | 1. миссионерство; 2. дипломатия (посредничество между Тамерланом и европейскими монархами); 3. собственные наблюдения и сведения из вторых рук | «Книга познания мира» (1404)       |
| Галонифонтибус (Иоанн III?) Johannes de Galonifontibus (XIV—XV вв.) | доминиканец , епископ Нахичевана, архиепископ Султанийи |                            | ок. 1377, ок. 1398—1403 — Нахджаван (Нахичевань) | 1. миссионерство; 2. дипломатия (посредничество между Тамерланом и европейскими монархами); 3. собственные наблюдения и сведения из вторых рук | «Книга познания мира» (1404)       |

### Торговля

Иван Грозный показывает свои сокровища английскому послу Д. Горсею (худ. А. Литовченко, 1875).

Все торговцы из данного списка следовали через Кавказ транзитом, исключение составляют венецианец И. Барбаро и генуэзец А. Луккино, их пребывание на Кавказе можно назвать длительным проживанием — они много лет занимались торговлей находясь в Тане (в данном списке относится к Кавказу). Например, И. Барбаро жил здесь 16 лет, его также можно назвать не купцом, а своеобразным промышленником — в Тане он занимался рыбопереработкой. И. Барбаро внесён в данный список и в раздел «Дипломатия», так как во время своего второго путешествия — в 1475 году — он проезжал Кавказ транзитом, уже не в статусе купца, а как посол Венецианской республики.
Для английских купцов транзит через Кавказ связан с повышением значения Волжско-Каспийского торгового пути. Толчком к развитию этого маршрута послужило получение в 1555 году английской Московской торговой компанией льготной грамоты от русского правительства, позволявшая монополизировать торговлю с Персией. Д. Горсей и Э. Дженкинсон включены в данный список как торговцы, однако, они выполняли также важные дипломатические функции, например, Э. Дженкинсон после посещения Кавказа приезжал в Русское царство как английский посол Елизаветы I. Полный обзор источников по теме посещения англичанами Русского царства был составлен С. Г. Бэроном в «Путеводителе по опубликованным и неопубликованным документам по англо-русским отношениям в XVI веке, хранящимся в британских архивах».
| Путешественник, даты жизни                               | Происхождение, род занятий                                                     | Происхождение, род занятий | Время и место пребывания на Кавказе                                     | Деятельность на Кавказе                                                                             | Рукописи, публикации |
| -------------------------------------------------------- | ------------------------------------------------------------------------------ | -------------------------- | ----------------------------------------------------------------------- | --------------------------------------------------------------------------------------------------- | --- |
| Барбаро И. (1-е пут.) Barbaro Iosafa (нач. XV в.—1493)   |                                                                                | Венецианская республика    | 1436—1452 — Тана, западное Предкавказье, Черноморское побережье Кавказа | около 16 лет проживал в Тане: собственные наблюдения, сбор сведений из вторых рук о татарах и адыге | «Поездки совершённые венецианцем в Тану и Персию» (1543)                                                                                                   |
| Барбаро И. (1-е пут.) Barbaro Iosafa (нач. XV в.—1493)   | дворянин, купец                                                                |                            | 1436—1452 — Тана, западное Предкавказье, Черноморское побережье Кавказа | около 16 лет проживал в Тане: собственные наблюдения, сбор сведений из вторых рук о татарах и адыге | «Поездки совершённые венецианцем в Тану и Персию» (1543)                                                                                                   |
| Борро К. Burrough Chistofer (XVI в.)                     |                                                                                | Королевство Англия         | 1579—1580 — Прикаспийский Кавказ (Астрахань, Дербент, Шемаха и Баку)    | собственные наблюдения: описание 3-й торговой экспедиции А. Эдвардса                                | «Отчеты о 6 путешествиях в части Персии и Мидии … собранные из различных писем Кристофера Борро в 1579, 1580 и 1581 году» (1598—1600)                      |
| Борро К. Burrough Chistofer (XVI в.)                     | служащий Московской торговой компании                                          |                            | 1579—1580 — Прикаспийский Кавказ (Астрахань, Дербент, Шемаха и Баку)    | собственные наблюдения: описание 3-й торговой экспедиции А. Эдвардса                                | «Отчеты о 6 путешествиях в части Персии и Мидии … собранные из различных писем Кристофера Борро в 1579, 1580 и 1581 году» (1598—1600)                      |
| Горсей Д. Horsey Jerome (ок. 1550—ок. 1626)              |                                                                                | Королевство Англия         | …? — Астрахань                                                          | собственные наблюдения и сведения из вторых рук                                                     | «Путешествия сэра Джерома Горсея» (1589—1590) и др. |
| Горсей Д. Horsey Jerome (ок. 1550—ок. 1626)              | дворянин, рыцарь-бакалавр, управляющий Московской торговой компанией, дипломат |                            | …? — Астрахань                                                          | собственные наблюдения и сведения из вторых рук                                                     | «Путешествия сэра Джерома Горсея» (1589—1590) и др. |
| Дженкинсон Э. (1-е и 2-е пут.) Jenkinson Antony (XVI в.) |                                                                                | Королевство Англия         | 1558, 1562—1563 — Астрахань, Дербент, Шемаха, Джеват, Ардебиль и Тебриз | собственные наблюдения: экономико-географическое описание, много сведений о торговле; картограф     | 1. «Путешествие А. Дженкинсона от Москвы в России, до Бухары в Бактрии» (1598—1600); 2. «Путешествие А. Дженкинсона в Персию» (1598—1600); 3. Карта (1562) |
| Дженкинсон Э. (1-е и 2-е пут.) Jenkinson Antony (XVI в.) | купец, мореплаватель, агент Московской торговой компании, дипломат             |                            | 1558, 1562—1563 — Астрахань, Дербент, Шемаха, Джеват, Ардебиль и Тебриз | собственные наблюдения: экономико-географическое описание, много сведений о торговле; картограф     | 1. «Путешествие А. Дженкинсона от Москвы в России, до Бухары в Бактрии» (1598—1600); 2. «Путешествие А. Дженкинсона в Персию» (1598—1600); 3. Карта (1562) |
| Джонсон Р. (1-е и 2-е пут.) Jonson Richard (XVI в.)      |                                                                                | Королевство Англия         | 1558, 1562—1563 — Прикаспийский Кавказ                                  | собственные наблюдения: описание своей торговой экспедиции                                          | «Некоторые записки, собранные Ричардом Джонсоном, который был в Бухаре с Э. Дженкинсоном» (1598—1600)                                                      |
| Джонсон Р. (1-е и 2-е пут.) Jonson Richard (XVI в.)      | купец, мореплаватель                                                           |                            | 1558, 1562—1563 — Прикаспийский Кавказ                                  | собственные наблюдения: описание своей торговой экспедиции                                          | «Некоторые записки, собранные Ричардом Джонсоном, который был в Бухаре с Э. Дженкинсоном» (1598—1600)                                                      |
| Луккино А. Lucchino Arigo (XIV в.)                       |                                                                                | Генуэзская республика      | 1374 — Тана, Дон, низовья Волги                                         | собственные наблюдения                                                                              | рукопись нач. XV в., не опубликована |
| Луккино А. Lucchino Arigo (XIV в.)                       | купец                                                                          |                            | 1374 — Тана, Дон, низовья Волги                                         | собственные наблюдения                                                                              | рукопись нач. XV в., не опубликована |
| Пеголотти Ф. Б. Pegolotti Francesco Balducci (XIV в.)    |                                                                                | Флорентийская республика   | 1330-е — не известно где путешествовал по Кавказу                       | собственные наблюдения?, сбор сведений из вторых рук                                                | «Книга разделов стран и мер товаров и других вещей, требующих знания у торговца» (1471)                                                                    |
| Пеголотти Ф. Б. Pegolotti Francesco Balducci (XIV в.)    | купец, агент торгового дома Барди                                              |                            | 1330-е — не известно где путешествовал по Кавказу                       | собственные наблюдения?, сбор сведений из вторых рук                                                | «Книга разделов стран и мер товаров и других вещей, требующих знания у торговца» (1471)                                                                    |
| Чэпмен Л. Chapman Loreus (XVI в.)                        |                                                                                | Королевство Англия         | 1568 — Прикаспийский Кавказ                                             | собственные наблюдения: описание 2-й торговой экспедиции А. Эдвардса, сведения о местной торговле   | «Путевые записки Чэпмена» (1598—1600) |
| Чэпмен Л. Chapman Loreus (XVI в.)                        | поверенный Московской торговой компании                                        |                            | 1568 — Прикаспийский Кавказ                                             | собственные наблюдения: описание 2-й торговой экспедиции А. Эдвардса, сведения о местной торговле   | «Путевые записки Чэпмена» (1598—1600) |
| Эдвардс А. (1-е, 2-е и 3-е пут.) Edwards Arthur (XVI в.) |                                                                                | Королевство Англия         | 1565—1567, 1568, 1579—1580 Прикаспийский Кавказ, Шемаха                 | собственные наблюдения: описание своей торговой экспедиции, сведения о местной торговле             | «Третье путешествие в Персию, начатое в 1565 году Ричардом Джонсоном, Александром Ритчином и Артуром Эдвардсом» (1598—1600)                                |
| Эдвардс А. (1-е, 2-е и 3-е пут.) Edwards Arthur (XVI в.) | купец, агент Московской торговой компании                                      |                            | 1565—1567, 1568, 1579—1580 Прикаспийский Кавказ, Шемаха                 | собственные наблюдения: описание своей торговой экспедиции, сведения о местной торговле             | «Третье путешествие в Персию, начатое в 1565 году Ричардом Джонсоном, Александром Ритчином и Артуром Эдвардсом» (1598—1600)                                |

### На службе у правителей Востока
| Венецианца Марко Поло в исследовательских работах почти всегда называют «путешественником», однако, его поездку на Восток более верно считать длительным проживанием — он около 17 лет служил в Китае монгольскому хану Хубилаю, выполняя поручения по административной и финансовой части (с 1275 по 1291 годы). Баварец Иоганн Шильтбергер, фактически попав в плен, около 30 лет служил «для поручений» различным восточным правителям — Баязиду I, Тамерлану и, в дальнейшем, его наследникам (с 1396 по 1427 годы); итальянец-авантюрист Д. Анджолелло с 70-х годов XV века до начала XVI века служил различным восточным правителям, в том числе шехзаде Мустафе. Для представителей Западной Европы Русское царство также являлось восточной страной — немецкий авантюрист Генрих фон Штаден служил у «восточного царя» Ивана Грозного, вероятно, опричником. В Русском царстве он провёл около 12 лет (с 1564 по 1576 годы). Но, несмотря на то, что Генрих фон Штаден оставил сочинение об этом (рукопись под названием «Страна и правление московитов, описанные Генрихом фон Штаденом»), где упоминал и сведения связанные с Кавказом, самостоятельно он по Кавказу не путешествовал, поэтому не включён в данный список. |

| Путешественник, даты жизни                                        | Происхождение, род занятий                   | Происхождение, род занятий | Время и место пребывания на Кавказе                                     | Деятельность на Кавказе                                                                          | Рукописи, публикации                                                                                    |
| ----------------------------------------------------------------- | -------------------------------------------- | -------------------------- | ----------------------------------------------------------------------- | ------------------------------------------------------------------------------------------------ | --- |
| Анджолелло Д. Angiolello Giovanmaria (2-я пол. XV — нач. XVI вв.) |                                              | итальянец                  | с 70-х гг. XV в. до нач. XVI в. — Закавказье                            | собственные наблюдения и сведения из вторых рук: описание Дербента и Шабрана                     | «Breve narratione della vita et fatti del signer Ussuncassano, fatta per Giovanmaria Angiolello» (1606) |
| Анджолелло Д. Angiolello Giovanmaria (2-я пол. XV — нач. XVI вв.) | на службе у шехзаде и др.                    |                            | с 70-х гг. XV в. до нач. XVI в. — Закавказье                            | собственные наблюдения и сведения из вторых рук: описание Дербента и Шабрана                     | «Breve narratione della vita et fatti del signer Ussuncassano, fatta per Giovanmaria Angiolello» (1606) |
| Поло М. Polo Marco (ок. 1254—1324)                                |                                              | Венецианская республика    | ок. 1295 — Армения                                                      | собственные наблюдения, сбор сведений из вторых рук                                              | «Книга чудес света» (1550—1559, Кавказ описывается в 1-й части)                                         |
| Поло М. Polo Marco (ок. 1254—1324)                                | дворянин, офицер, купец, на службе у хана    |                            | ок. 1295 — Армения                                                      | собственные наблюдения, сбор сведений из вторых рук                                              | «Книга чудес света» (1550—1559, Кавказ описывается в 1-й части)                                         |
| Шильтбергер И. Schiltberger Johann или Hans (1381—1440?)          |                                              | Герцогство Бавария         | 1-я четв. XV — Армения, Грузия (Мингрелия), Дагестан, Черкесия и Ширван | собственные наблюдения и сведения из вторых рук: некоторая география захваченных татарами земель | рукописи путешествия И. Шильтбергера в записях неизвестного современника (ок. 1460 или 1477)            |
| Шильтбергер И. Schiltberger Johann или Hans (1381—1440?)          | дворянин, военный, на службе у султана и др. |                            | 1-я четв. XV — Армения, Грузия (Мингрелия), Дагестан, Черкесия и Ширван | собственные наблюдения и сведения из вторых рук: некоторая география захваченных татарами земель | рукописи путешествия И. Шильтбергера в записях неизвестного современника (ок. 1460 или 1477)            |